# Памятник нарьян-марским портовикам
Па́мятник Нарьян-Ма́рским портовика́м — памятник в Нарьян-Маре, установленный в 1980 году в городском сквере между улицами Хатанзейского и Сапрыгина, установленный в память о работниках Нарьян-Марского морского порта, погибших в годы Великой Отечественной войны. Автор памятника — член Союза художников СССР Александр Васильевич Рыбкин.
Памятник представляет собой постамент округлой формы, спирально поднятый в верхней части. На постаменте установлена композиция из металла: матрос в одежде моряка гражданского флота поднимает флаг, рядом — солдат с автоматом в руке. На бетонном постаменте барельефная надпись: «Портовикам Нарьян-Мара», и даты: «1941», «1945». Композиция из металла изготовлена в городе Нальчик.
В 1987 году слева и справа от памятника полукругом установлены 12 бетонных постаментов, с прикреплёнными на них плитами. На первой слева плите выгравирована надпись: «Никто не забыт — ничто не забыто», на других установлены плиты с именами 118 работников Нарьян-Марского морского порта, погибших в годы Великой Отечественной войны. Перед памятником был установлен бетонный подиум со звездой, имитирующий Вечный огонь. Первая реконструкция памятника была проведена в 2010 году, бетон постаментов был облицован плиткой. Во время второй реконструкции памятника в 2014 году некачественная плитка 2010 года была заменена на новую — гранитную, также был демонтирован подиум со звездой, имитировавший Вечный огонь.
14 июля 2013 года Нарьян-Марский городской суд Ненецкого автономного округа признал право собственности на бесхозяйную недвижимую вещь — памятник Нарьян-Марским портовикам за муниципальным образованием «Городской округ „Город Нарьян-Мар“».